# Игнатий (Алексиу)
Митрополи́т Игна́тий (греч. Μητροπολίτης Ιγνάτιος, в миру Нико́лаос Алекси́у греч. Νικόλαος Αλεξίου; род. 1945, Кастанья) — епископ Элладской православной церкви на покое; митрополит Артский (1988—2016).

## Биография
Родился в 1945 году в селе Кастанья, в номе Арта, в Греции. Окончил среднюю школу в Арте.
В 1964 году поступил и в 1969 году окончил богословский институт Афинского университета.
2 мая 1971 года был хиротонисан в сан диакона, а 1 декабря 1974 года — в сан пресвитера. Служил проповедником в Артской митрополии.
21 ноября 1988 года хиротонисан в сан епископа и возведён в достоинство митрополита Артского.
7 сентября 2016 года вышел на покой.